# Équipe d'Australie masculine de handball
Cet article traite de l'équipe masculine. Pour l'équipe féminine, voir Équipe d'Australie féminine de handball.
 (février 2025).
Si vous disposez d'ouvrages ou d'articles de référence ou si vous connaissez des sites web de qualité traitant du thème abordé ici, merci de compléter l'article en donnant les références utiles à sa vérifiabilité et en les liant à la section « Notes et références ».
Maillots
Dernière mise à jour : 11 mai 2018.
L'équipe d'Australie de handball masculin représente la Fédération australienne de handball lors des compétitions internationales, notamment aux championnats du monde et d'Océanie.
Cette formation a participé à plusieurs reprises aux championnats du monde. Néanmoins, en 2014, la Fédération internationale de handball a exclu l'Australie du championnat du monde 2015, sous prétexte qu'elle ne reconnaissait pas la Fédération d'Océanie,. 
Depuis 2018, elle prend part aux Championnats d'Asie.

## Parcours en compétition internationales
| - avant 1997 : non qualifiée - 1999 : 24e - 2003 : 21e - 2005 : 24e - 2007 : 24e - 2009 : 24e - 2011 : 24e - 2013 : 24e - 2015 : exclu - 2017 : non qualifiée - 2019 : non qualifiée - de 1938 à 1996 : non qualifiée - Sydney 2000 : 12e - depuis 2004 : non qualifiée | Championnats d'Océanie (jusqu'en 2014) - 1994 : Vainqueur - 1996 : Vainqueur - 2002 : Vainqueur - 2004 : Vainqueur - 2006 : Vainqueur - 2008 : 2e place - 2010 : Vainqueur - 2012 : Vainqueur - 2014 : Vainqueur Championnats d'Asie (depuis 2018) - 2018 : 11e |